# 布兰登·巴斯
布兰登·塞繆爾·巴斯（英語：Brandon Samuel Bass，1985年4月30日—），美国职业篮球运动员，司職大前鋒，擁有不俗的中投和對抗能力。